# A Family Christmas
A Family Christmas là album phòng thu thứ tư của nhóm nhạc người Mỹ The Piano Guys. Phát hành vào ngày 22 tháng 10 năm 2013 bởi Portrait (một đơn vị của Sony Masterworks), album đạt đến vị trí thứ 20 trên bảng xếp hạng US Billboard 200. Ngày 7 tháng 10 năm 2014, album được phát hành lại với 2 bài hát bổ sung cho hai phiên bản giới hạn khác nhau, một bản có hình chiếc đàn piano nhỏ như một vật dụng trang trí Giáng Sinh, và bản còn lại có hình trang trí là một cây cello nhỏ.

## Danh sách và thứ tự các bài hát
| STT              | Nhan đề                                          | Sáng tác                                                | Thời lượng |
| ---------------- | ------------------------------------------------ | ------------------------------------------------------- | ---------- |
| 1.               | "Angels We Have Heard on High"                   | Truyền thống                                            | 3:35       |
| 2.               | "O Come, O Come Emmanuel"                        | Truyền thống                                            | 5:04       |
| 3.               | "Good King Wenceslas"                            | Truyền thống                                            | 3:54       |
| 4.               | "Carol of the Bells/God Rest Ye Merry Gentlemen" | Al van der Beek, Various Composers, Steven Sharp Nelson | 3:24       |
| 5.               | "Where Are You Christmas?"                       | James Horner                                            | 3:58       |
| 6.               | "Let It Snow/Winter Wonderland"                  | Al van der Beek, Various Composers, Steven Sharp Nelson | 3:31       |
| 7.               | "Still, Still, Still"                            | Truyền thống                                            | 5:02       |
| 8.               | "We Three Kings"                                 | John Henry Hopkins, Jr.                                 | 3:18       |
| 9.               | "Away In a Manger"                               | William James Kirkpatrick                               | 3:13       |
| 10.              | "Christmas Morning"                              | Jon Schmidt                                             | 4:02       |
| 11.              | "Winter Wind"                                    | Steven Sharp Nelson, Jon Schmidt                        | 4:29       |
| 12.              | "Silent Night"                                   | Franz Xaver Gruber                                      | 3:30       |
| Tổng thời lượng: | Tổng thời lượng:                                 | Tổng thời lượng:                                        | 47:00      |

- Bản phát hành độc quyền trên Target: 13. I Saw Three Ships 14. Lo, How A Rose E'er Blooming 15. North Pole Express (Ding Dong Merrily on High) 16. In The Bleak Midwinter
- Bộ CD và piano trang trí/Bộ CD và cello trang trí: 13. It Came Upon A Midnight Clear 14. Simple Gifts

## Những người thực hiện
The Piano Guys
- Steven Sharp Nelson - Cello/Nhà viết nhạc
- Jon Schmidt - Piano/Nhà viết nhạc
- Al van der Beek - Nhà sản xuất âm nhạc/Nhà viết nhạc
- Paul Anderson - Người ghi hình/Quay phim

## Xếp hạng
| Bảng xếp hạng (2013 - 2015)       | Vị trí cao nhất |
| --------------------------------- | --------------- |
| Album Hoa Kỳ Billboard 200        | 20              |
| Hoa Kỳ Billboard Classical Albums | 1               |
| Hoa Kỳ Billboard Holiday Albums   | 2               |
| Hoa Kỳ Billboard New Age Albums   | 1               |

| Bảng xếp hạng (2013)              | Vị trí |
| --------------------------------- | ------ |
| Hoa Kỳ Billboard Classical Albums | 23     |
| Hoa Kỳ Billboard New Age Albums   | 5      |
| Bảng xếp hạng (2014)              | Vị trí |
| Hoa Kỳ Billboard Classical Albums | 2      |
| Hoa Kỳ Billboard New Age Albums   | 1      |